# Didier Deschamps
Didier Deschamps (Baiona, 15 d'octubre de 1968) és un entrenador i exfutbolista francès, nascut a Baiona, França. Jugava de centrecampista i actualment és entrenador de futbol de la selecció francesa de futbol.
Com a jugador va destacar a l'Olympique de Marsella, on va guanyar la Champions League de la temporada 1992-93. El 1994 fitxa per la Juventus FC, on feu una recordada dupla amb Zinedine Zidane. El 1999 fitxa pel Chelsea FC, guanyant la FA Cup, i el 2000 pel València CF. Tot i l'ambició de la seua arribada, amb contracte per tres anys, al club merengot jugaria poc per molèsties físiques, i tot i que aquella temporada s'arribaria a la final de la Champions League, on Didier no jugà, a final de la temporada va decidir de rescindir el contracte i retirar-se.

## Clubs

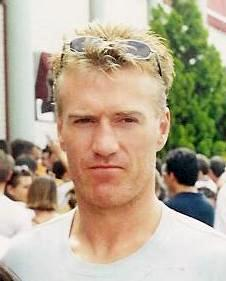
Didier Deschamps, a València, l'agost del 2000.

### Com a jugador
- Aviron Bayonnais FC (1980-1983)
- FC Nantes (1983-1989)
- Olympique de Marsella (1989-1990)
- Girondins de Bordeus (1990-1991)
- Olympique de Marsella (1991-1994)
- Juventus FC (1994-1999)
- Chelsea FC (1999-2000)
- València CF (2000-2001)

### Com a entrenador
- AS Mònaco (2001-2006)
- Juventus FC (2006-2007)
- Olympique de Marsella (2009-2012)
- França (2012-)

## Palmarès

### Com a jugador
Olympique de Marseille
- 1 Lliga de Campions de la UEFA (1992-93)
- 2 Ligue 1 (1991-92, 1992-93)

Juventus FC
- 1 Copa Intercontinental (1996)
- 1 Lliga de Campions de la UEFA (1995-96)
- 1 Copa Intertoto (1999)
- 1 Supercopa d'Europa (1996)
- 3 Serie A (1994-95, 1996-97, 1997-98)
- 1 Copa italiana (1994-95)
- 2 Supercopes italianes (1995, 1997)

Chelsea FC
- 1 Copa anglesa (1999-2000)

Selecció francesa
- 1 Copa del Món (1998)
- 1 Eurocopa (2000)

### Com a entrenador
AS Monaco
- 1 Copa de la Lliga francesa (2002-03)

Juventus FC
- 1 Serie B (2006-07)

Olympique de Marseille
- 1 Ligue 1 (2009-10)
- 3 Copes de la Lliga francesa (2009-10, 2010-11, 2011-12)
- 2 Supercopes franceses (2010, 2011)

Selecció francesa
- 1 Copa del Món (2018)
- 1 Lliga de les Nacions de la UEFA (2020-21)